# Shahrasti
Shahrasti är ett underdistrikt i Bangladesh. Det ligger i den sydöstra delen av landet, 80 km sydost om huvudstaden Dhaka.
Trakten runt Shahrasti består till största delen av jordbruksmark. Runt Shahrasti är det mycket tätbefolkat, med 1 632 invånare per kvadratkilometer.